# Paesia bivalvis
Paesia bivalvis là một loài dương xỉ trong họ Dennstaedtiaceae. Loài này được R.M.Tryon & A.F.Tryon mô tả khoa học đầu tiên năm 1982.